# Franciskanermissionerna i San Antonio
Franciskanermissionerna i San Antonio (engelska: San Antonio Franciscan Missions) är sedan 2015 ett av USA:s världsarv, efter att ha varit listad som tentativt världsarv sedan 30 januari 2008. Detta omfattar fem missionsstationer kring staden San Antonio i Texas. Dessa utposter grundades av franciskanerorden för att sprida kristendomen bland lokalbefolkningen. Dessa missioner utgjorde en del av ett kolonisationssystem som sträckte sig över spanska sydvästområdet på 1600-, 1700- och 1900-talen.
I geografisk följd från söder (nedströms längs floden San Antonio) till norr (uppströms) ligger missionsstationerna som följer: Mission Espada, Mission San Juan, Mission San Jose, Mission Concepcion, Mission San Antonio. De fyra första ingår i San Antoniomissionernas nationalhistoriska park, den sistnämnda, som numera vanligen är känd under namnet Alamo, ligger inne i centrala delarna av staden San Antonio och ingår inte i parken utan ägs av delstaten Texas och drivs av organisationen Daughters of the Republic of Texas.

## Mission San Juan Capistrano

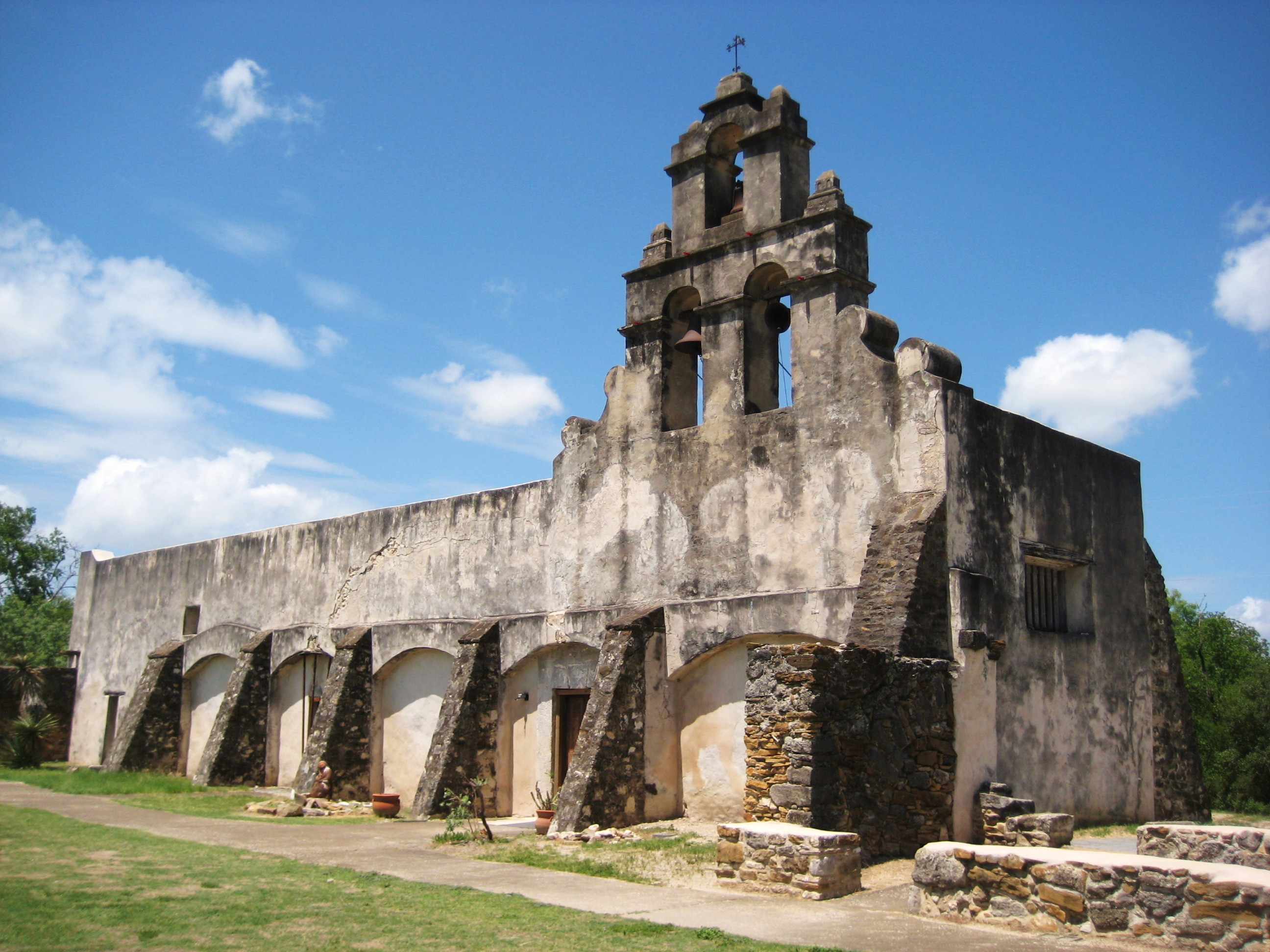
Mission San Juan Capistrano

Misión San Juan Capistrano grundades 1716 som Misión San Jose de los Nazonis i Östra Texas. Missionen bytte namn och flyttades 1731 till San Antonio. Missionen som idag ligger på Mission Road i  San Juan listades på National Register of Historic Places den 23 februari 1972.

## Mission San José

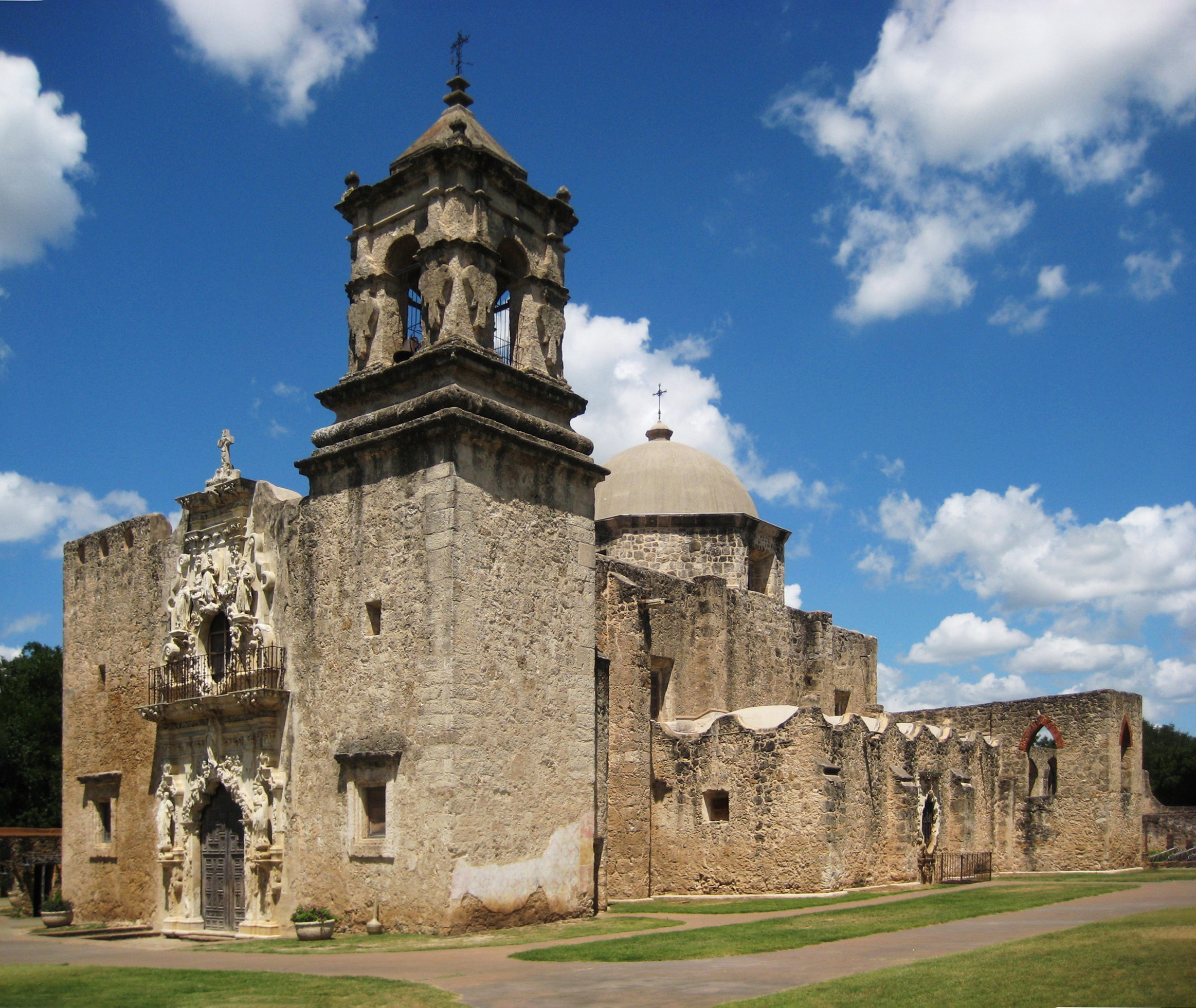
Mission San José y San Miguel de Aguayo.

Misión San José y San Miguel de Aguayo grundades 1720. Den ligger på 6519 San Jose Drive och fick status som San Jose Mission National Historic Site 1941. Den historiska platsen blev administrerativt listad på National Register  of Historic Places den 15 oktober 1966. Kyrkan som ännu står kvar, byggdes 1768. Mission San Jose grundades av fader Fran Felan.
Besökscentret till San Antoniomissionernas nationalhistoriska park ligger intill.

## Mission Espada

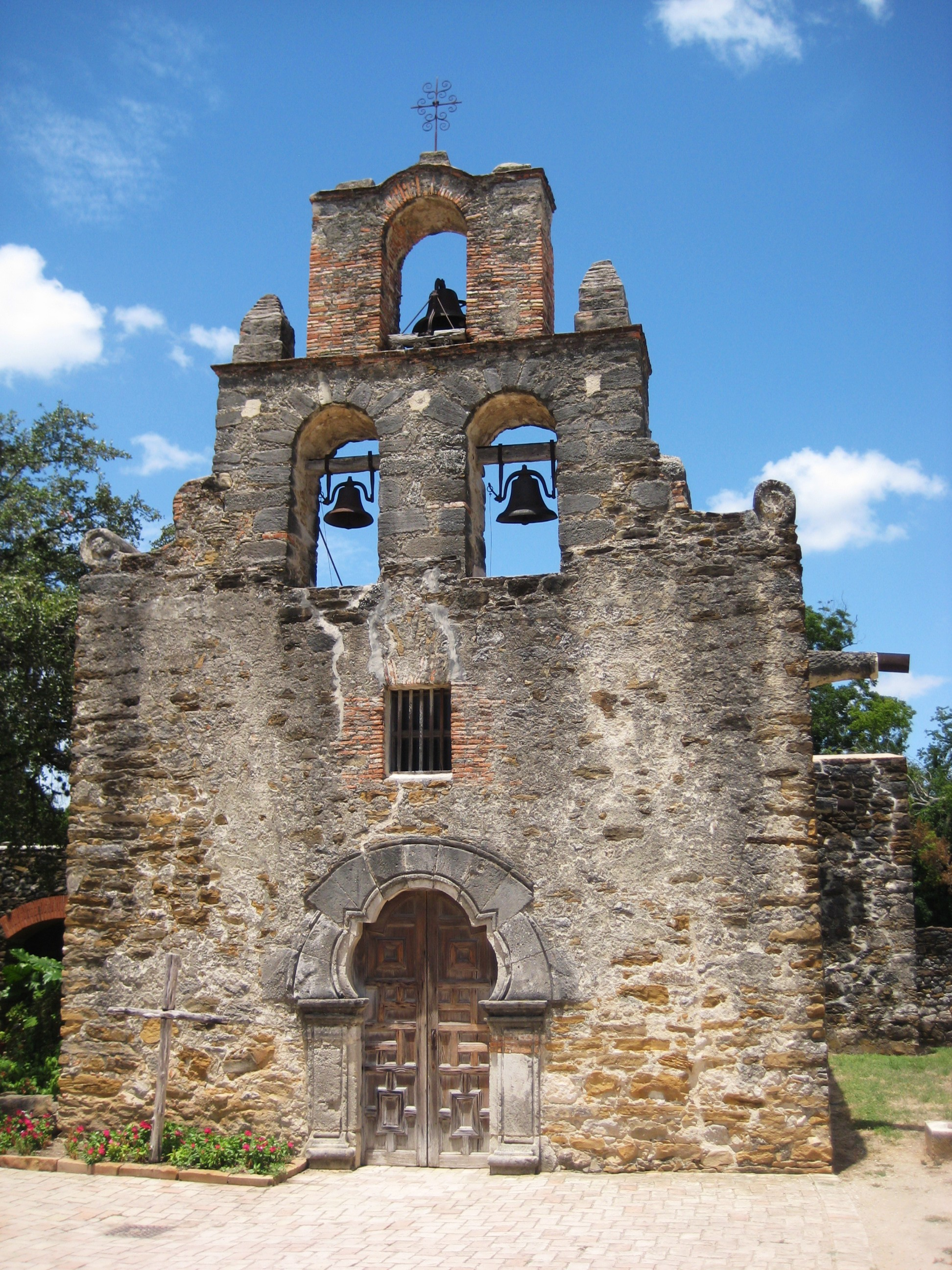
Mission Espada

Misión San Francisco de la Espada grundades 1690 som San Francisco de los Tejas nära dagens Weches. och bytte namn till San Francisco de los Neches 1721. Missionen flyttades 1731 till San Antonio och fick i samband med detta sitt nuvarande namn. Den ligger på Espada Road och är sedan 23 februari 1972 uppsatt på listan National Register of Historic Places.

## Mission Concepción

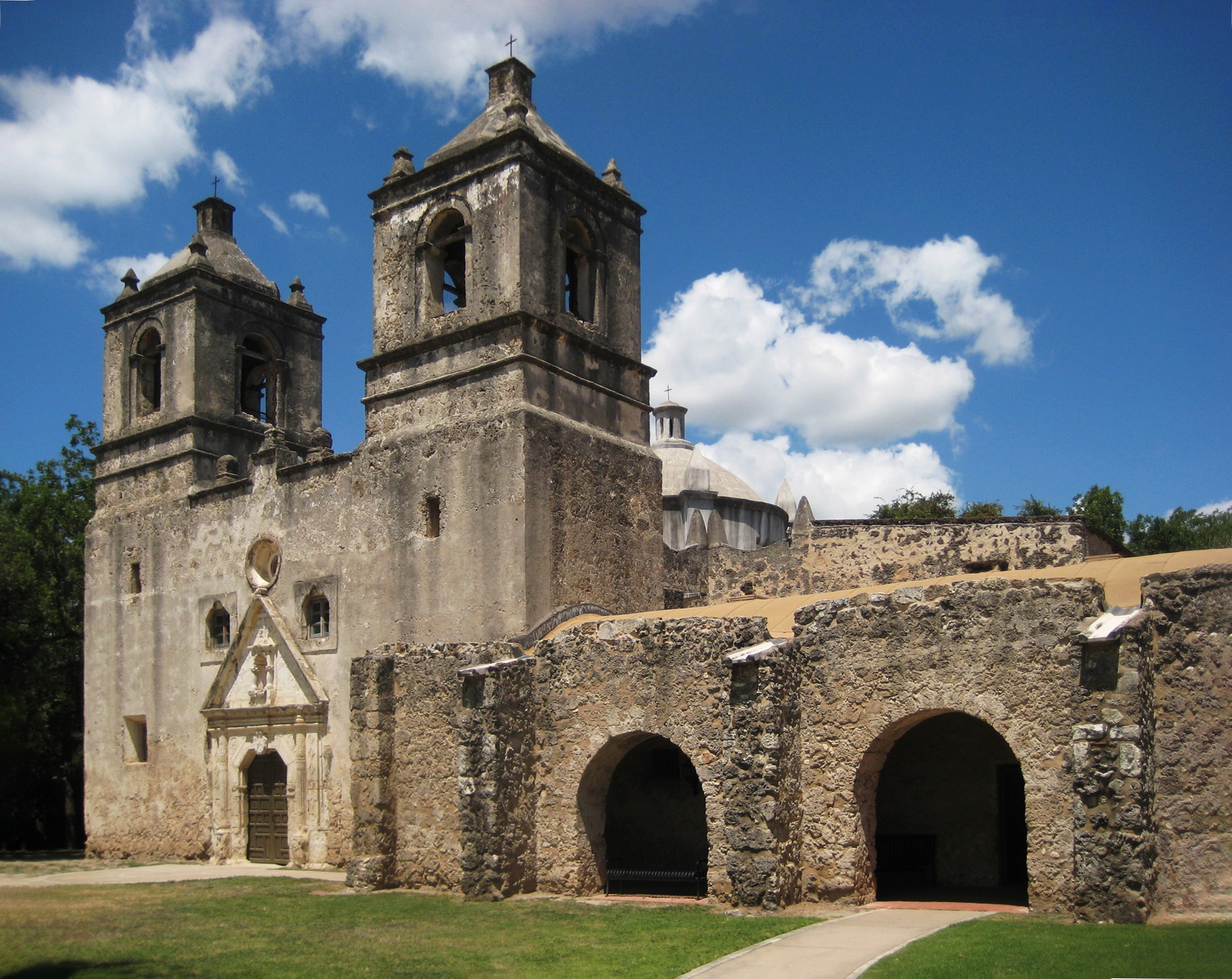
Mission Concepción

Misión Nuestra Señora de la Purísima Concepción de Acuña grundades 1716 av tiggarmunkar från Franciskanerorden som Nuestra Señora de la Purísima Concepción de los Hainais i Östra Texas. Missionen flyttades 1731 till San Antonio och är idag den bäst bevarade av missionerna i Texas. Den ligger på 807 Mission Road. Mission Concepcion fick status som National Historic Landmark den 15 april 1970.
2002 utsåg ärkebiskop Patrick Flores fader Jim Rutkowski till ärkestiftets administratör av Mission Concepcion. Som sådan, har han fått pastorala uppgifter associerade med driften av den aktiva församlingen. 2009-2010 påbörjade Las Misiones Foundation en kampanj för att restaurera interiören.

## Mission San Antonio

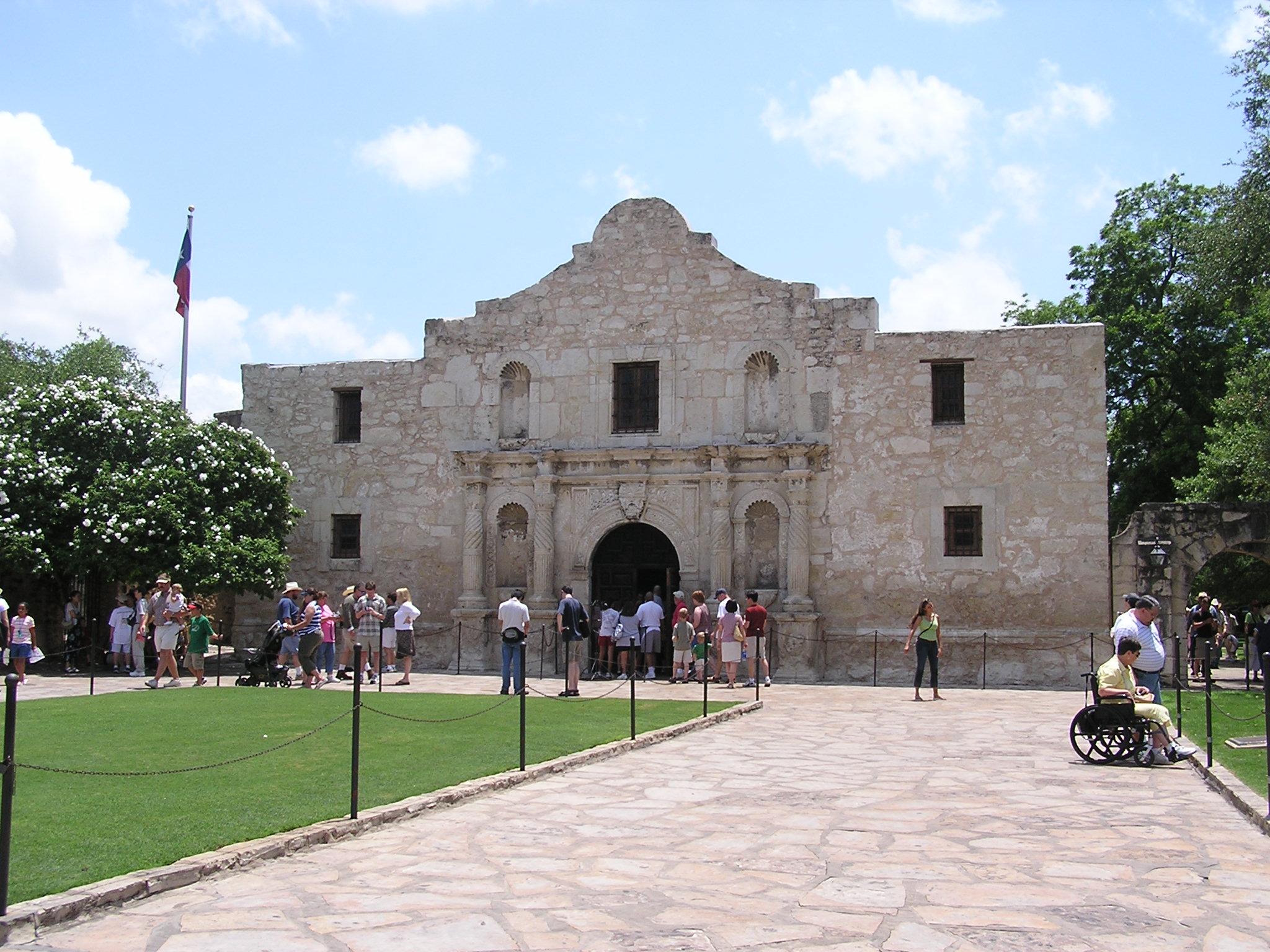
Mission San Antonio (Alamo)

Alamo planerades 1724 och byggdes av spanska missionärer. Det stod färdigt den 8 maj 1774. Efter att ha förlorat sin betydelse under andra halvan av 1700-talet övergavs slutligen stället 1793. Under 1800-talet övergavs det som missionsstation och användes sedan som fort under en period. 1836 stod slaget vid Alamo här, vilket är vad Alamo är mest känt för idag. 
I dag är Alamo omvandlat till museum och det besöks av stora mängder turister varje år.